# Christian Wilhelm Blomstrand
Christian Wilhelm Blomstrand (20 de octubre de 1826 - 5 de noviembre de 1897) fue un mineralogista y químico sueco.
Blomstrand nació en Växjö, Suecia y estudió química en la Universidad de Lund, donde recibió su doctorado en 1850 y su habilitación en 1854. Después de una expedición a Spitsbergen y de ser profesor en la Escuela Técnica Primaria de Malmö, se convirtió en profesor de química de la Universidad de Lund en 1862.
Blomstrand fue elegido miembro de la Real Academia Sueca de Ciencias en 1861.

## Publicaciones
- Blomstrand, Kristian Vilhelm (1869). Die Chemie der Jetztzeit: vom Standpunkte der electrochemischen Auffassung, aus Berzelius Lehre entwickelt. ISBN 9781144805102.
- Kemper, R. (1869). «Die Chemie der Jetztzeit vom Standpunkte der elektrochemischen Auffassung aus Berzelius Lehre entwickelt von C. W. Blomstrand. XIV. u. 417 S. Heidelberg, Carl Winter 1869». Archiv der Pharmazie 189: 173. doi:10.1002/ardp.18691890162.